# إرنست أوقست هاغن
إرنست أوقست هاغن (بالألمانية: Ernst August Hagen) هو مؤرخ الفن وكاتب ألماني، ولد في 12 أبريل 1797 في كونيغسبرغ في الإمبراطورية الروسية، وتوفي بنفس المكان في 16 فبراير 1880.